# غم پوچ‌گرایی
«غم پوچ‌گرایی» (به انگلیسی: Nihilist Blues) ترانه‌ای از گروهٔ موسیقی راک بریتانیایی برینگ می د هورایزن موسیقی‌دان کانادایی گرایمز می‌باشد که در ۲۴ ژانویهٔ سال ۲۰۱۹ به‌عنوان پنجمین تک‌آهنگ از ششمین آلبوم استودیویی گروه تحت عنوان امو (۲۰۱۹) منتشر گردید. از آنجا که این ترانه ملودی‌های آواز «هیچوقت برنگرد» را کش رفته، به اونسنس در بخش ترانه‌پردازان کردیت داده شده‌است.